# Beziehungen zwischen Laos und den Vereinigten Staaten

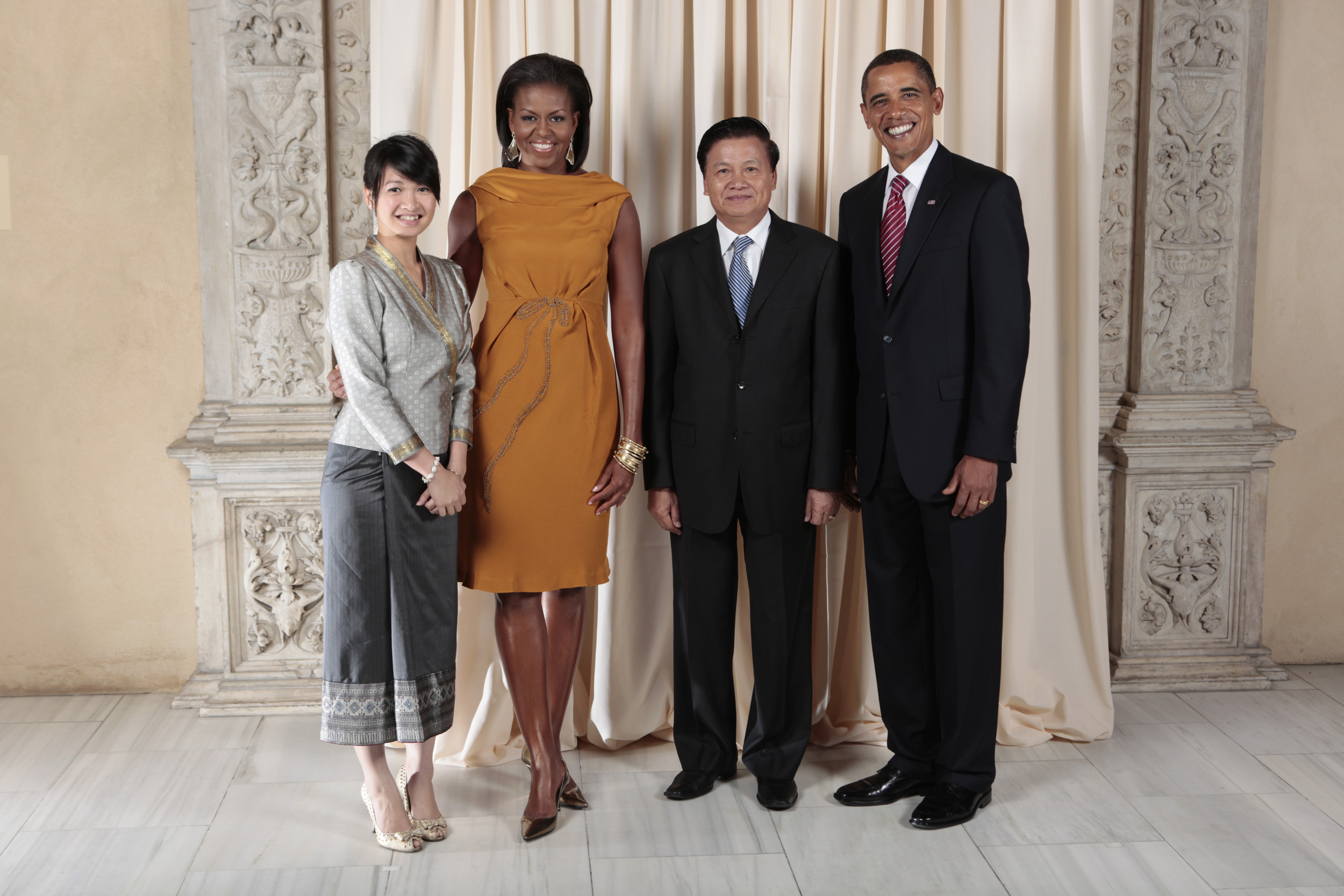
Thongloun Sisoulith mit Barack Obama und Michelle Obama (2009)

Die Beziehungen zwischen Laos und den Vereinigten Staaten bezeichnen das zwischenstaatliche Verhältnis zwischen der Demokratischen Volksrepublik Laos und den Vereinigten Staaten von Amerika (USA). Beide Staaten unterhalten diplomatische und wirtschaftliche Beziehungen sowie einen begrenzten kulturellen Austausch. Nach Jahren der Spannungen während des Kalten Krieges haben sich die Beziehungen seit den 1990er Jahren normalisiert und schrittweise vertieft – so wurde 2016 eine umfassende bilaterale Partnerschaft vereinbart, um die Zusammenarbeit auszubauen. Die Demokratische Volksrepublik Laos unterhält eine Botschaft in Washington, D.C., während die Vereinigten Staaten in der laotischen Hauptstadt Vientiane mit einer Botschaft vertreten sind.
Historisch bestanden vor 1950 nur sehr geringe Berührungspunkte zwischen den Vereinigten Staaten und dem Gebiet des heutigen Laos. Laos war bis 1949 Teil Französisch-Indochinas; nach Erlangung der formellen Unabhängigkeit innerhalb der Französischen Union erkannten die USA Laos am 7. Februar 1950 diplomatisch als selbstständigen Staat an. In den 1960er Jahren weitete sich der laotische Bürgerkrieg zum Nebenschauplatz des Vietnamkriegs aus. Von 1961 bis 1973 unterstützte die US-Regierung heimlich die königstreue Regierung in Laos militärisch im Kampf gegen die kommunistische Widerstandsbewegung Pathet Lao, wobei insbesondere Angehörige der ethnischen Minderheit der Hmong als Guerillakämpfer rekrutiert wurden. In dieser Zeit war Laos massiven amerikanischen Bombardierungen ausgesetzt: Zwischen 1964 und 1973 warfen US-Streitkräfte über zwei Millionen Tonnen Bomben über Laos ab – mehr als über Deutschland und Japan im Zweiten Weltkrieg – womit Laos gemessen an der Bevölkerungszahl als das am stärksten bombardierte Land der Geschichte gilt. Bis heute sind Teile des Landes mit Blindgängern (UXO) aus dieser Zeit belastet, deren Beseitigung von den USA finanziell unterstützt wird.
Nach der Machtübernahme der kommunistischen Pathet Lao Ende 1975 flohen Zehntausende Laoten – vor allem Hmong – in benachbarte Flüchtlingslager in Thailand. Ein US-Gesetz (Refugee Act) von 1979 ermöglichte die Aufnahme vieler dieser Flüchtlinge in den Vereinigten Staaten. In der Folge entstand eine bedeutende laotischstämmige Gemeinschaft in den USA, zu der Schätzungen zufolge über 300.000 Hmong und andere Lao zählen. Die USA brachen – anders als im Falle Vietnams und Kambodschas – ihre diplomatischen Beziehungen zu Laos 1975 nicht vollständig ab, stuften jedoch ihre Vertretung in Vientiane herab. Erst 1992 entsandten die Vereinigten Staaten wieder einen Botschafter nach Laos, womit die Beziehungen voll normalisiert wurden. Im September 2016 besuchte US-Präsident Barack Obama als erster amtierender Präsident der USA Laos und kündigte anlässlich eines ASEAN-Gipfels in Vientiane eine neue umfassende Partnerschaft (U.S.-Lao Comprehensive Partnership) beider Länder an, um die bilateralen Beziehungen zu vertiefen. Seither weiten die Vereinigten Staaten ihre Entwicklungszusammenarbeit mit Laos aus, unter anderem in den Bereichen Bildung, Gesundheit und bei der Bewältigung der Kriegshinterlassenschaften.
Die wirtschaftlichen Beziehungen zwischen Laos und den USA spielen sich auf niedrigem Niveau ab, haben jedoch seit den 2000er Jahren zugenommen. Im Jahr 2004 erhielten laotische Waren von den Vereinigten Staaten den Status der Meistbegünstigung, was den gegenseitigen Marktzugang erleichterte. 2023 betrug das bilaterale Handelsvolumen mit Waren etwa 351,7 Millionen US-Dollar; davon entfielen rund 305 Mio. US$ auf Exporte aus Laos (v. a. Textilien und einfache Industriegüter) in die USA und 46 Mio. US$ auf US-Exporte nach Laos.